# Маја Хок
Маја Реј Терман Хок (енгл. Maya Ray Thurman Hawke; Њујорк Сити, Њујорк, 8. јул 1998) америчка је глумица, музичарка и модел.

## Каријера

### Моделинг
Маја Хок је на почетку каријере позирала за часопис Воуг, баш као и њена мајка.
Појавила се и у видео кампањи за доњи веш Калвина Клајна, а промовисала је колекцију за сезону пролеће/лето 2017. године.

### Глума
Маја је 2017. године остварила глумачки деби, а у питању је била улога Џо Марч у Би-Би-Сијевој мини-серији Мале жене, иначе адаптацији истоименог романа Луизе Меј Алкот.

### Музика
Маја се такође бави и музиком. У августу 2019. године објавила је своја прва два сингла To Love a Boy и Stay Open.

## Приватни живот
Маја је старије дете из брака глумачког пара Ума Терман и Итан Хок. Пати од дислексије, што јој је током одрастања проузроковало доста проблема у образовању.

## Улоге

### Филмографија
| Улоге      |                              |               |                    |                         |
| Година     | Српски назив                 | Изворни назив | Улога              | Напомена                |
| 2010-е     |                              |               |                    |                         |
| 2017.      | Мале жене                    |               | Џо Марч            | мини-серија             |
| 2018.      | —                            |               | Роми               |                         |
| 2019.      | Било једном у Холивуду       |               | Линда Касејбијан   |                         |
| 2019.      | —                            |               | Шенон Хејгел       |                         |
| 2019.      | —                            |               | Маргарет           | кратки филм             |
| 2019.      | —                            |               | Кети Акер          | кратки филм             |
| 2019—данас | Чудније ствари               |               | Робин Бакли        | ТВ серија, главна улога |
| 2020-е     |                              |               |                    |                         |
| 2020.      | Мејнстрим                    |               | Френки             |                         |
| 2020.      | —                            |               | Ени Браун          | мини-серија, 1 еп.      |
| 2021.      | —                            |               | Ерин Маклауд       |                         |
| 2021.      | Улица страха, 1. део: 1994.  |               | Хедер              |                         |
| 2022.      | —                            |               | жена               | кратки филм             |
| 2022.      | Спремне за освету            |               | Елинор             |                         |
| 2023.      | —                            |               | Абис (глас)        | ТВ серија, 1 еп.        |
| 2023.      | Астероид Сити                |               | Џун Даглас         |                         |
| 2023.      | —                            |               | Фланери О’Конор    | такође и продуценткиња  |
| 2023.      | —                            |               | Џејми Бернштајн    |                         |
| 2023.      | —                            |               | Грејс              |                         |
| 2024.      | У мојој глави 2              |               | Анксиозност (глас) |                         |
| 2026.      | Игре глади: Освит дана жетве |               | Вајрес             |                         |
| у припреми | —                            |               | Калиста            | ТВ серија, 1 еп.        |
| у припреми | —                            |               | —                  |                         |

### Спотови
- Бен Дики — Down the Shore (2016)
- Ник Чанчи — Goodnight, and Happy Birthday! (2019)
- Семија — Is There Something in the Movies? (2020)

## Дискографија

### Студијски албуми
- (2020)
- (2022)
- (2024)

## Награде и номинације
| Година | Награда             | Категорија                                        | Номиновано дело   | Исход      | Изв.  |
| ------ | ------------------- | ------------------------------------------------- | ----------------- | ---------- | ----- |
| 2019.  | Награде Сатурн      | Најбоља споредна женска улога у стриминг садржају | Чудније ствари    | Освојено   | [ 6 ] |
| 2023.  | МТВ филмске награде | Најбољи дуо                                       | Спремне за освету | Номинација | [ 7 ] |